# Comcast Center
Comcast Center es un rascacielos de la ciudad de Filadelfia, Estados Unidos.
Es el edificio más alto de Filadelfia y el decimonoveno de Estados Unidos con 57 plantas y 297 metros (974 pies). Originalmente se  llamaba One Pensilvania Plaza. El edificio fue anunciado por primera vez en 2001. 
A principios de 2005 se dio a conocer el diseño final y su nuevo nombre. El edificio lleva el nombre de su inquilino principal, la compañía Comcast, que hace que el rascacielos sea su sede corporativa. La superficie del rascacielos es de 130 064 m² (1399 997 ft²). El edificio cuenta con espacio para tiendas y un restaurante y una conexión a la estación de Cercanías más próxima. El vestíbulo del Comcast Center, de 190 m², posee una pantalla de alta definición led que se ha convertido en una atracción turística. Diseñado para ser respetuoso con el medio ambiente, el rascacielos más alto de Filadelfia tiene el certificado de rascacielos respetuoso con el medio ambiente.